# Raimundas Lopata

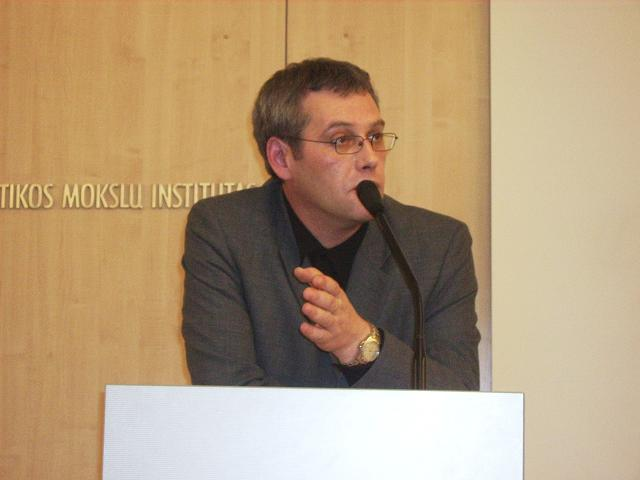
Raimundas Lopata

Raimundas Lopata (* 1965) ist ein litauischer Politikwissenschaftler, Publizist und Professor der Universität Vilnius (VU). 

## Leben
Nach dem Abitur von 1972 bis 1983 studierte Raimundas Lopata von 1983 bis 1990 Geschichte an der Fakultät für Geschichte der VU. Von 1992 bis 1994 promovierte im Geschichteinstitut und an der Vytautas-Magnus-Universität in Kaunas. Danach studierte er Politikwissenschaft im Ausland. Von  1998 bis 1999 war er Berater des Premierministers Gediminas Vagnorius zu Staatsfragen. Seit Dezember 2016 ist er oberster Konsultant von Saulius Skvernelis im Sekretariat des Premierministers.
Er war Direktor des Instituts für Internationale Beziehungen und Politik der VU. Er unterrichtet Fächer wie "Geschichte der internationalen Beziehungen" und "Kalter Krieg und Europapolitik". Zu seinen Forschungsgebieten zählen Internationale Beziehungen und Außenpolitik, Atlantismus, Regionalstaat, Beziehungen zwischen Litauen und Russland, Entwicklung des Gebietes Kaliningrad.
Er ist auch als politischer Kommentator in der Tagespresse präsent.
In einem Buch erhebt er seinen Namen als Lopatologie zum Synonym für mediale Politikwissenschaft.

## Tätigkeit
- Vorsitzende des Rats für Außenpolitik Litauens
- Ratsvorsitzende des litauischen Zentrums für strategische Forschungen.
- Mitglied der Redaktion der litauischen Zeitschrift „Politologija“
- Ratsmitglied des Vereins für litauische Politikwissenschaftler
- Stellvertretender Redakteur von Lithuanian Foreign Policy Review

## Publikationen
- Lopatologija: apie politinį popsą. Verlag Eugrimas, Vilnius, 2005.
- (mit A. Matonis) Prezidento suktukas, Vilnius, 2004.
- Lithuania’s security and Foreign Policy Strategy. White Paper.Washington D.C: Center for Strategic and International Studies and Institute of International Relations and Political Science, Vilnius University, 2002.
- Tarptautiniai santykiai: komentarai ir interpretacijos, Vilnius, 2002.
- (Mitautoren: Česlovas Laurinavičius, Vladas Sirutavičius). Military Transit of the Russian Federation through the Territory of the Republic of Lithuania, Vilnius, 2002.
- Tarptautinių santykių istorija, Vilnius, 2001.
- (Mitautoren: Pertti Joenniemi. Vladas Sirutavičius, Ramūnas Vilpišauskas). Impact Assessment of Lithuania’s Integration into the EU on Relations between Lithuania and Kaliningrad Oblast of the Russian Federation.Supplement (Lithuanian Foreign Policy Review), 2000, No 2(6).